# Фриис, Ханс
Ханс Габриэль Фриис (дат. Hans Gabriel Friis; 7 сентября 1839, усадьба Сковгор, близ Хобро — 20 июля 1892, Сковле, ферма Оренес на Фальстере) — датский художник-пейзажист.

## Жизнь и творчество
Ханс Фриис родился 7 сентября 1839 года в усадьбе Сковгор, возле Хорбро, в семье фермера Фредерика Фрииса (1796—1882) и его жены Кристианы Фредерикки, урождённой Лаутруп (1806—1879). Из-за плохого здоровья Ханс Фриис не мог заниматься хозяйством на ферме отца и хотел стать художником. Сначала он изучал искусство фотографии, а затем занимался декоративной живописью. Изучать живопись он начал в Копенгагене в 1856 году, а в 1860 году стал студентом Королевской Академии изящных искусств. Его педагогами в Академии были Ф. К. Лунд и А. Киттендорф (вероятно, Адольф Киттендорф). Его излюбленным направлением в живописи стал пейзаж. Ханс Фриис был художником круга Вильгельма Кюна и продолжателем романтических традиций датского пейзажа. В своем раннем творчестве Фриис также испытал влияние Петера Сковгора. Однако в более позднем творчестве Ханса Фрииса наблюдаются реалистические тенденции.
В 1863 году Ханс Фриис начал принимать участие в ежегодных выставках в Шарлоттенборге. Сюжетами его первых демонстрируемых картин были ютландские пустоши. Позднее он показал виды лесов Зеландии и мотивы из Фальстера, где он приобрел себе дом для жизни на природе. С тех пор он написал ряд зимних и осенних пейзажей, но его творчество отличается преимущественно весенними пейзажами и его по праву называли художником весны.
При поддержке Академии Ханс Фриис совершил образовательные путешествия в Дрезден и Берлин в 1870 году, в Италию и Швейцарию в 1871—1872 годах. Пейзажи Ханса Фрииса были удостоены почетной награды в 1891 году, медали Академии и Медали Эккерсберга в 1892 году.
В 1879 году Ханс Фрис женился на Августе Хильдеборг Скак (дат. Augusta Hildeborg Schack) (род. 1853 г.), дочери Таге Скака, пастора в Херстедёстер, и его жены Хильдеборг, урождённой Брун.
Произведения Ханса Фрииса хранятся в Государственном музее изобразительных искусств в Копенгагене, Художественном музее в Орхусе и в Художественном музее в Сторстромсе.

## Выставки
- Ежегодная весенняя выставка в Шарлоттенборге: 1863—1871 гг. и 1873—1892 гг.;
- Всемирная выставка, Париж: 1878 г.;
- Первая международная художественная выставка, Вена: 1882 г.;
- Северная художественная выставка, Копенгаген: 1883, 1888 гг.;
- Выставка в здании городской ратуши (Raadhusudstilling), Копенгаген: 1901 г.[6].

## Галерея

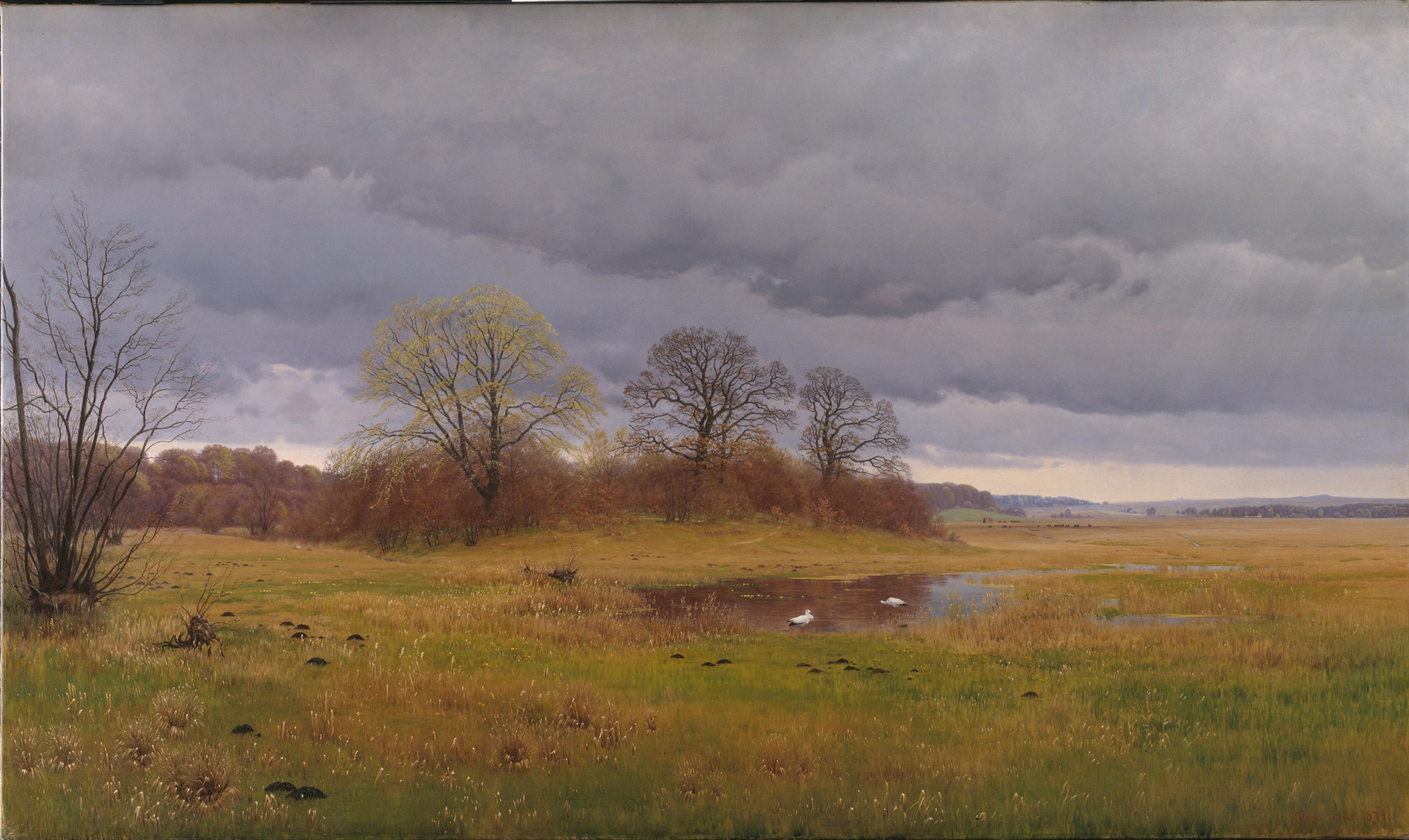
«Весенний пейзаж с ливневыми дождями»
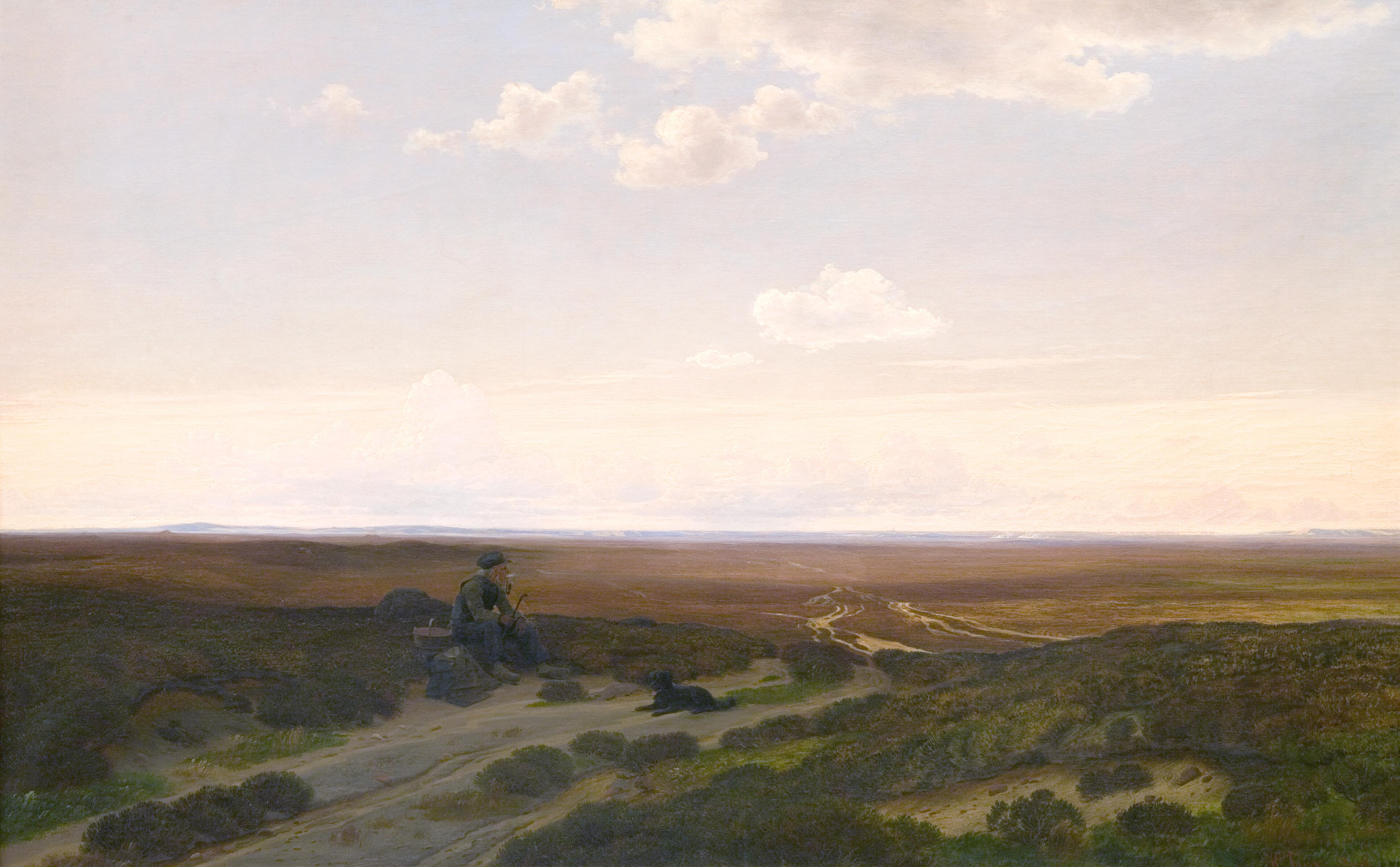
«Вид на болота возле Силькеборг, Ютландия»
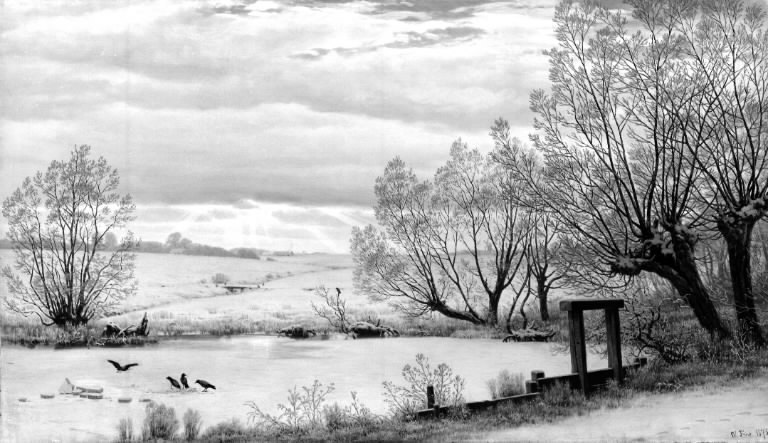
«У мельницы. Зима»